# Tülay Özer

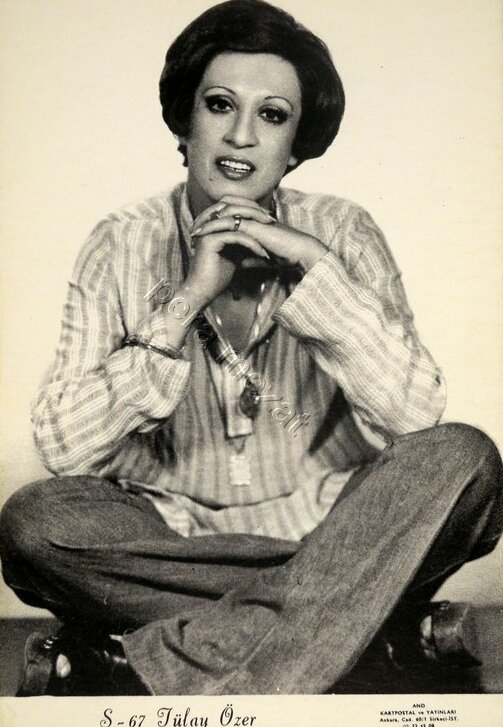
Tülay Özer (1988)

Tülay Özer (* 10. Dezember 1946 in Ankara) ist eine türkische Sängerin.

## Leben und Karriere
Tülay Özer ist die ältere Schwester der Sängerin Zerrin Özer.
Sie wurde in den 1970er Jahren mit dem Lied İkimiz Bir Fidanız berühmt und hat unter anderem viele Lieder von Hakkı Bulut gecovert.
Nach ihrer Heirat zog sie sich aus der Öffentlichkeit zurück und arbeitete einige Jahre in der Nurettin-Teksan-Grundschule als Lehrerin.

## Diskografie

### Alben
- 1975: Tülay
- 1978: Seven Ağlatılmaz
- 1981: Kalbimdeki Sevgili
- 1989: Özleyiş
- 1993: Olmalı Olacak

### Singles (Auswahl)
- 1975: İkimiz Bir Fidanız
- 1978: Büklüm Büklüm

| Personendaten    | Personendaten      |
| ---------------- | ------------------ |
| NAME             | Özer, Tülay        |
| KURZBESCHREIBUNG | türkische Sängerin |
| GEBURTSDATUM     | 10. Dezember 1946  |
| GEBURTSORT       | Ankara             |